# Salcia, Mehedinți
Salcia là một xã thuộc hạt Mehedinți, România. Dân số thời điểm năm 2002 là 3421 người.